# Breviarium Fidei
Breviarium fidei (pełny tytuł: "Breviarium fidei. Wybór doktrynalnych wypowiedzi Kościoła") – wydany trzykrotnie w Polsce zestaw dokumentów, lub ich fragmentów, ważnych dla Kościoła katolickiego, bazujący na Enchiridion symbolorum. Zawiera, zebrane w jednym tomie, orzeczenia soborów i ważniejszych synodów oraz istotne części bulli, encyklik i przemówień papieskich. 

## Edycje
Pierwsze wydanie, które opracowali ks. Stanisław Głowa SJ i ks. Jan Maria Szymusiak SJ, ukazało się w 1964 roku. Drugie, z drobnymi poprawkami i uzupełnieniami, pod redakcją ks. Stanisława Głowy SJ i ks. Ignacego Biedy SJ, w 1989 roku. Trzecie, najnowsze wydanie, znacznie zmienione, które zredagował ks. Ignacy Bokwa, w 2007 roku.
Dwie pierwsze edycje mają układ rzeczowy. Trzecia układ jedynie chronologiczny.

## Aprobata papieska
Papież Paweł VI, w liście do prymasa Stefana Wyszyńskiego, opublikowanym we wstępie do pierwszego wydania w 1964 roku, udzielił błogosławieństwa apostolskiego oraz napisał m.in.:

Dzieło zostało opracowane rozważnie i z pożytkiem dla wiary, w ten sposób, iż najważniejsze dokumenty Magisterium Kościoła zebrano w jednym tomie, systematycznie ułożono i przetłumaczono na Twój język ojczysty. Dzięki temu nie tylko uczeni otrzymują narzędzie pracy, ale również skarbiec nauki katolickiej staje otworem dla wszystkich wierzących w Polsce. Mając w ten sposób dostęp do samych źródeł prawdy chrześcijańskiej, wierni będą mogli ożywić swoją wiarę i głębiej zaczerpnąć prawdziwego ducha Kościoła.